# Turó de Moià
El Turó de Moià és una muntanya de 239 metres que es troba al municipi de Montcada i Reixac, a la comarca del Vallès Occidental.